# Китайский исследовательский институт ракетной техники
Китайский исследовательский институт ракетной техники (англ. 中国运载火箭技术研究院, англ. China Academy of Launch Vehicle Technology, сокр. CALT) является ведущим производителем космических ракет-носителей в Китае и одной из крупнейших в мире компаний, специализирующихся на запусках ракет. Институт подчиняется Китайскому национальному космическому управлению. Она была создана в 1957 году и имеет штаб-квартиру в Южном пригороде Пекина.
Институт принадлежит государству, но не находится в активном государственном управлении. Основной вклад в китайскую космонавтику — это изготовление семейства ракет «Чанчжэн». Институт насчитывает 27 000 человек и не менее 13 научно-исследовательских учреждений.